# Kopaniny (Korczyn)
Kopaniny – część wsi Korczyn w Polsce położona w województwie świętokrzyskim, w powiecie kieleckim, w gminie Strawczyn.
W latach 1975–1998 Kopaniny administracyjnie należały do województwa kieleckiego.